# Grand Prix Jean-Pierre Monseré 2025
La 14e édition de Grand Prix Jean-Pierre Monseré a lieu le dimanche 9 mars 2025 entre Ichtegem et Roulers en Belgique. Elle fait partie du calendrier UCI Europe Tour 2025 en catégorie 1.1.

## Équipes
| WorldTeams (7)- Alpecin-Deceuninck - Arkéa-B&B Hotels - Bahrain-Victorious - Cofidis - Intermarché-Wanty - Team Picnic-PostNL - XDS Astana Team ProTeams (13)- Lotto - Caja Rural-Seguros RGA - Equipo Kern Pharma - Euskaltel-Euskadi - Israel-Premier Tech - Q36.5 Pro Cycling Team - Team Flanders-Baloise - Team TotalEnergies - Tudor Pro Cycling Team - Unibet Tietema Rockets - Uno-X Mobility - VF Group-Bardiani CSF-Faizanè - Wagner Bazin WB Équipes continentales (5)- Atom 6 Bikes-Decca Continental Team - BEAT Cycling Club - Metec-Solarwatt p/b Mantel - Tarteletto-Isorex - Volkerwessels Cycling Team |
| |

## Classement final
| \| Classement général \| Classement général \| Classement général \| Classement général \| Classement général \| \| Coureur \| Coureur \| Pays \| Équipe \| Temps \| \| ------------------ \| ------------------ \| ------------------ \| --------------------------- \| ------------------ \| \| 1er \| Alexys Brunel \| France \| Team TotalEnergies \| 4 h 28 min 47 s \| \| 2e \| Stian Fredheim \| Norvège \| Uno-X Mobility \| + 8 s \| \| 3e \| Michiel Coppens \| Belgique \| BEAT Cycling Club \| + 8 s \| \| 4e \| Hugo Hofstetter \| France \| Israel-Premier Tech \| + 8 s \| \| 5e \| Milan Fretin \| Belgique \| Cofidis \| + 8 s \| \| 6e \| Victor Vercouillie \| Belgique \| Team Flanders-Baloise \| + 8 s \| \| 7e \| Gleb Syritsa \| Russie \| XDS Astana Development Team \| + 8 s \| \| 8e \| Giacomo Nizzolo \| Italie \| Q36.5 Pro Cycling Team \| + 8 s \| \| 9e \| Gerben Thijssen \| Belgique \| Intermarché-Wanty \| + 8 s \| \| 10e \| Noah Vandenbranden \| Belgique \| Team Flanders-Baloise \| + 8 s \| |                    |          |                             |                 |
| |                    |          |                             |                 |
| |                    |          |                             |                 |
| Classement général |                    |          |                             |                 |
| Coureur | Coureur            | Pays     | Équipe                      | Temps           |
| 1er | Alexys Brunel      | France   | Team TotalEnergies          | 4 h 28 min 47 s |
| 2e | Stian Fredheim     | Norvège  | Uno-X Mobility              | + 8 s           |
| 3e | Michiel Coppens    | Belgique | BEAT Cycling Club           | + 8 s           |
| 4e | Hugo Hofstetter    | France   | Israel-Premier Tech         | + 8 s           |
| 5e | Milan Fretin       | Belgique | Cofidis                     | + 8 s           |
| 6e | Victor Vercouillie | Belgique | Team Flanders-Baloise       | + 8 s           |
| 7e | Gleb Syritsa       | Russie   | XDS Astana Development Team | + 8 s           |
| 8e | Giacomo Nizzolo    | Italie   | Q36.5 Pro Cycling Team      | + 8 s           |
| 9e | Gerben Thijssen    | Belgique | Intermarché-Wanty           | + 8 s           |
| 10e | Noah Vandenbranden | Belgique | Team Flanders-Baloise       | + 8 s           |